# El Atlas del Genoma del Cáncer
El Atlas del Genoma del Cáncer, también conocido como TCGA (acrónimo de The Cancer Genome Atlas, en inglés), es un proyecto iniciado en 2005 y supervisado por el National Cancer Institute y el National Human Genome Research Institute, cuya finalidad es catalogar cambios moleculares de importancia biológica responsables de la aparición de cáncer haciendo uso de la secuenciación genómica y la bioinformática.
Esta iniciativa permite mejorar la diagnosis, el tratamiento y la prevención del cáncer al comprender mejor la base genética de la enfermedad.
Sus objetivos principales son generar, controlar la calidad, analizar e interpretar perfiles moleculares de DNA, RNA, proteínas y epigenética de muchos tumores presentes en clínica representativos de diferentes tipos y subtipos tumorales; así como promover el desarrollo y la aplicación de nuevas tecnologías, detectar alteraciones moleculares específicas de un tipo de cáncer y que estos datos sean accesibles para la comunidad científica y desarrollar herramientas y procesos operacionales estandarizados para llevar a cabo estudios a gran escala. 
Se plantearon analizar 10000 especímenes procedentes de 25 tipos tumorales diferentes para el año 2015 pero sus objetivos se han visto superados puesto que, para el 24 de julio de 2013, ya contaban con 7992 casos analizados procedentes de 27 tipos de tumores distintos.